# 斯沃博達 (茲古里夫卡區)
50°26′3″N 31°46′16″E / 50.43417°N 31.77111°E
斯沃博達（烏克蘭語：Свобода）是位於烏克蘭北部的村莊，由基辅州布羅瓦里區的茲胡里夫卡市鎮負責管轄。該村始建於1800年，面積0.89平方公里，海拔高度128米，2001年人口209，人口密度每平方公里235.4人。